# Jean-François Louis Picault Desdorides
Jean François Louis Picault Desdorides, né le 5 février 1737 à Montauban (Tarn-et-Garonne), mort le 25 décembre 1801 à Grenoble (Isère), est un général de brigade de la Révolution française.

## États de service
Il entre en service à l’école du génie le 1er janvier 1754, et en 1758, il est attaché à l'état-major du lieutenant-général Chevert. Il est nommé lieutenant le 3 septembre 1759 dans le Régiment de La Couronne et il est blessé en 1760. Il reçoit son brevet de capitaine le 27 décembre 1763, et celui de major au régiment d’Agenais le 18 avril 1776. Il est fait chevalier de Saint-Louis le 10 août 1777. Il participe à la campagne d’Amérique en 1777 et 1778.
Il est nommé lieutenant-colonel le 18 avril 1778, et il rejoint Saint-Malo en octobre 1780, comme lieutenant du roi. Les clefs de la ville lui sont retirées le 21 juillet 1791. Le 5 février 1792, il est nommé colonel au 9e régiment d’infanterie, puis il est promu général de brigade le 15 mai 1793, et général de division provisoire en juillet 1793, à l’armée des Côtes de Brest. Il est suspendu le 3 septembre 1793, et il est réintégré à l’armée des Pyrénées-Orientales avec le grade de général de brigade en 1794. Il est admis à la retraite le 5 avril 1795.
Remis en activité le 23 février 1796, il sert successivement comme historiographe de la guerre et adjoint au directeur du dépôt général de la guerre.
Le 30 juin 1801, il prend le commandement de la place de Grenoble, et il meurt dans cette ville le 25 décembre 1801.

## Publications
- En 1801, il a publié à Metz vestiges de l’homme et de la nature, en 2 volumes.

## Famille
Il s'est marié le 5 janvier 1773 avec Marie Madelaine Suzanne Symon de Solémy (née en 1757), fille de Louis François Symon, seigneur de Solémy et officier d'infanterie et de Marie-Catherine de Moranville, sœur de Jean-Baptiste Symon de Solémy, dont il a eu :
- Mélanie Picault des Dorides, née vers 1774, s'est mariée avec Jean-Marie Mellon Roger, plus connu sous l'appellation général Jean-Marie Valhubert.
- Malo Sophie Antoine Picault Desdorides, comte des Dorides, né à Saint-Malo le 16 juin 1789. Il est lieutenant et aide-de-camp de son beau-frère. Il est blessé alors qu'il est à côté de son beau-frère qui reçoit un éclat d'obus à la bataille d'Austerlitz. Ce dernier meurt le lendemain des suites de sa blessure[1]. Il a rédigé en 1808 un "Précis de la vie du général Roger Valhubert". Il est nommé chevalier de la Légion d'honneur à partir de 1814, puis officier en 1833[2]. Il est sous-préfet de Saint-Pol en 1818. Il reçoit la médaille de Sainte-Hélène en 1857. Il meurt le 24 janvier 1863. Il s'était marié avec Flavie Le Chevalier de La Martre (décédée en 1881) dont il eut deux filles mortes avant lui[3].

## Sources
- (en) « Generals Who Served in the French Army during the Period 1789 - 1814: Eberle to Exelmans »
- Thierry Pouliquen, « Les généraux français et étrangers ayant servis [sic] dans la Grande Armée » (consulté le 23 août 2013)
- Léon Clément Hennet, Les milices et les troupes provinciales, Librairie Militaire de L. Baudoin et Cie, 1884
- Georges Six, Dictionnaire biographique des généraux & amiraux français de la Révolution et de l'Empire (1792-1814) Paris : Librairie G. Saffroy, 1934, 2 vol, page 337.